# Związki policykliczne
Związki policykliczne (związki wielopierścieniowe) – związki chemiczne zawierające więcej niż jeden układ cykliczny (pierścień). Liczba pierścieni w układzie jest równa minimalnej liczbie wiązań, które należy rozerwać, aby uzyskać strukturę niecykliczną. Ze względu na sposób połączenia dwóch pierścieni wyróżnić można:
- pierścienie izolowane – pierścienie nie posiadają wspólnych atomów

bifenol

- układ spiro – pierścienie mają jeden wspólny atom (np. spirany)

spiro[3.5]nonan

Nazwy tworzy się stosując przedrostek spiro, po którym podaje się liczbę atomów tworzących pierścienie, nie uwzględniając atomu wspólnego.
- pierścienie skondensowane (związki typu policyklo-)

Związkami macierzystymi w nazewnictwie są struktury bicykliczne, czyli związki zawierające dwa pierścienie o dwóch lub więcej wspólnych atomach. W związkach bicyklicznych występują trzy mostki łączące się przy tzw. atomach przyczółkowych.
Jeden z mostków związku bicyklicznego może łączyć bezpośrednio atomy przyczółkowe, jak w DBU; jego długość wynosi wówczas 0 (nazwa systematyczna DBU: 1,8-diazabicyklo[5.4.0]undek-7-en). W pozostałych sytuacjach wszystkie mostki zawierają co najmniej jeden atom, jak np. w bicyklo[2.2.1]heptanie.
Nazwy policykliczne związków z więcej niż dwoma pierścieniami skondensowanymi tworzy się stosując prefiksy tricyklo-, tetracyklo- itd. oraz wyróżnia się mostki drugorzędowe, których atomy przyczółkowe podaje się w indeksie górnym, np. adamantan to tricyklo[3.3.1.13,7]dekan.
Dwa pierścienie mające tylko dwa wspólne atomy i jedno wspólne wiązanie noszą nazwę pierścieni orto-skondensowanych. Jeśli do układu pierścieni orto-skondensowanych dokondensowany jest kolejny pierścień, tworząc z każdym z nich także system orto-skondensowanych, to układ taki nosi nazwę pierścieni orto- i peri-skondensowanych.

Pierścienie orto- i peri-skondensowane
naftalen – 2 pierścienie orto-skondensowane
fenalen – każdy z pierścieni jest orto- i peri-skondensowany do dwóch pozostałych

Wiele związków policyklicznych o pierścieniach skondensowanych, zwłaszcza aromatycznych, znanych jest pod nazwami zwyczajowymi (np. naftalen, antracen, benzodiazepiny). Do tej grupy związków należą wielopierścieniowe węglowodory aromatyczne.

Przykładowe związki policykliczne o pierścieniach skondensowanych
DBU (1,8-diazabicyklo[5.4.0]undek-7-en)
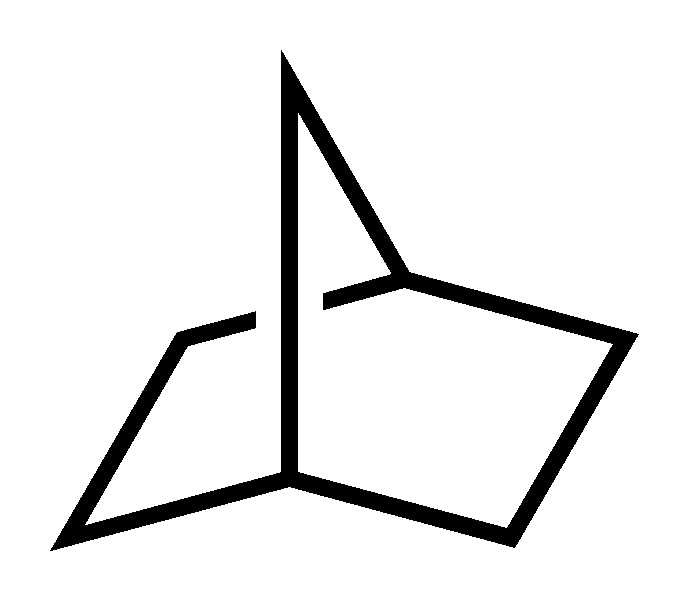
norbornan (bicyklo[2.2.1]heptan)
adamantan (tricyklo[3.3.1.13,7]dekan)
kuban (pentacyklo[4.2.0.02,5.03,8.04,7]oktan)
pagodan